# Duke (G.I. Joe)
Duke é um personagem da série G.I. Joe.

## Filme
Em 2009 foi interpretada por Channing Tatum, no filme "G.I. Joe: The Rise of Cobra". Nessa adaptação, Duke é um militar designado pela OTAN para transportar uma poderosa arma capaz de corroer qualquer estrutura metálica. No caminho o comboio sofre um assalto pela organização Cobra (até então desconhecida). O comboio é salvo pelo Joes e Duke é integrado à equipe do General Hawk.